# Star Wars: Battlefront
Star Wars: Battlefront är en dator/TV-spelserie baserad på George Lucas Star Wars-filmer som givits ut sedan 2004. Spelen är av FPS-typ och finns för PC, Xbox, PlayStation 2, PlayStation Portable, och mobiltelefoner. De två första spelen i serien utvecklades av Pandemic Studios, medan Renegade Squadron utvecklades av Rebellion Developments. Alla spel i serien är publicerade av LucasArts. 

## Spel

### Huvudserien
| Titel                     | Släppår |
| ------------------------- | ------- |
| Star Wars: Battlefront    | 2004    |
| Star Wars: Battlefront II | 2005    |
| Star Wars Battlefront     | 2015    |
| Star Wars Battlefront II  | 2017    |

### Spinoffspel
| Titel                                    | Släppår |
| ---------------------------------------- | ------- |
| Star Wars Battlefront: Renegade Squadron | 2007    |
| Star Wars Battlefront: Elite Squadron    | 2009    |

### Fotnoter
1. ↑  ”Star Wars: Battlefront series” (på engelska). Mobygames. http://www.mobygames.com/game-group/star-wars-battlefront-series. Läst 15 maj 2015.